# Bajouca
Bajouca is een plaats (freguesia) in de Portugese gemeente Leiria en telt 2015 inwoners (2001).